# Hot Rock & Alternative Songs
Hot Rock & Alternative Songs (раніше відомий як Rock Songs і Hot Rock Songs) — музичний хіт-парад, опублікований журналом Billboard .

## Історія
З моменту свого дебюту 20 червня 2009 року до 13 жовтня 2012 року чарт оцінював звучання пісень на радіостанціях альтернативного, мейнстрімового року та радіо формату Triple A (Adult album alternative) у Сполучених Штатах. 
Починаючи з 20 жовтня 2012 року чарт дотримувався методології Billboard Hot 100, яка включаючє продажі цифрових завантажень, потокові дані та трансляції рок-пісень на радіо в усіх форматах. Від того моменту і до середини 2020 року до чарту входили лише виконавці класичних рок-пісень, у тому числі з «альтернативним ухилом». 
13 червня 2020 року Billboard оновив чарт, щоб до нього увійшов ширший набір пісень, які вважаються альтернативними «гібридами» з іншими жанрами, і перейменував його на Hot Rock & Alternative Songs.